# Le affinità elettive
Le affinità elettive is een Italiaanse filmkomedie uit 1996 onder regie van Paolo en Vittorio Taviani. Het scenario is gebaseerd op de roman Natuurlijke verwantschap (1809) van de Duitse auteur Goethe.

## Verhaal
Edoardo en Carlotta zien elkaar terug na 20 jaar. Ze trouwen en gaan samenwonen in een villa in Toscane. De komst van Edoardo's vriend Ottone en Carlotta's dochter Ottilia stelt hun relatie op de proef.

## Rolverdeling
| Acteur               | Personage     |
| -------------------- | ------------- |
| Isabelle Huppert     | Carlotta      |
| Fabrizio Bentivoglio | Ottone        |
| Jean-Hugues Anglade  | Edoardo       |
| Marie Gillain        | Ottilia       |
| Massimo Popolizio    | Markies       |
| Laura Marinoni       | Markiezin     |
| Consuelo Ciatti      | Gouvernante   |
| Stefania Fuggetta    | Agostina      |
| Gavino Bondioli      | Jachtopziener |
| Massimo Grigo        | Ober          |
| Adelaide Foti        | Hotelhoudster |
| Giancarlo Carboni    | Arts          |